# Carruthers-Rotschenkelhörnchen
Das Carruthers-Rotschenkelhörnchen oder Bergstreifenhörnchen (Funisciurus carruthersi) ist eine Hörnchenart aus der Gattung der Rotschenkelhörnchen (Funisciurus). Es kommt in den Bergregionen des Westlichen Rifts und im Ruwenzori-Gebirge in Ostafrika vor.

## Merkmale
Das Carruthers-Rotschenkelhörnchen erreicht eine durchschnittliche Kopf-Rumpf-Länge von 18,7 bis 23,6 Zentimetern, der Schwanz ist 18,0 bis 23,1 Zentimeter lang. Das Gewicht beträgt etwa 200 bis 280 Gramm. Die Hinterfußlänge beträgt 46 bis 50 Millimeter, die Ohrlänge 17 bis 20 Millimeter. Es handelt sich um ein mittelgroßes bis großes Hörnchen mit einem weichen olivgrünen Rückenfell, das gräulich und schwarz durchsetzt und auf dem mittleren Rücken dunkler als an den Seiten ist. Die Haare sind lang und weich, sie sind an der Basis schwarz oder dunkelgrau, besitzen ein sandfarben-gelbes oder olivgrünes Band und eine schwarze Spitze. Vor allem im mittleren Bereich entlang der Wirbelsäule kommen lange schwarze Fühlhaare hinzu. Die Körperseiten sind heller ohne schwarze Haare, die Tiere besitzen keinen Seitenstreifen. Die Bauchseite ist von der Kehle bis zum Schwanzansatz grau oder grauweiß, die Haare sind an der Basis mittelgrau und weiß bis weißgrau an der Spitze. Der Hodensack ist olivgrün und entspricht in der Farbe den Körperseiten, dem Kopf und den Wangen. Um die Augen befindet sich ein auffälliger cremeweißer Augenring. Die Ohren sind klein und dunkel gefärbt sowie mit vereinzelten Haaren besetzt. Die Vorderkante der Ohren ist scharf gewinkelt und bildet somit eine Zwischenform zwischen den mehr dreieckigen Ohren der Rotschenkelhörnchen und den eher runden Ohren der Afrikanischen Buschhörnchen. Die Vorderfüße haben vier, die Hinterfüße fünf Zehen, und alle Zehen besitzen stark ausgebildete Krallen. Die Farbe der Beine verändert sich vor dem Fellwechsel zu einem dunkleren Braun. Der Schwanz ist lang und entspricht der Kopf-Rumpf-Länge. Er ist ockerfarben und schwarz gefärbt und undeutlich gebändert. Die Schwanzhaare sind lang mit ockerfarbener Basis, einem schwarzen Mittelring und ockerfarbener Spitze. Die Weibchen haben drei paarige Zitzen (1+2=6).
| 1 | · | 0 | · | 2 | · | 3 | = 22 |
| 1 | · | 0 | · | 1 | · | 3 | = 22 |

Der Schädel hat eine Gesamtlänge von 46,4 bis 50,2 Millimetern und eine Breite von etwa 25,5 bis 29,0 Millimetern. Wie alle Arten der Gattung besitzt die Art im Oberkiefer pro Hälfte einen zu einem Nagezahn ausgebildeten Schneidezahn (Incisivus), dem eine Zahnlücke (Diastema) folgt. Hierauf folgen zwei Prämolare und drei Molare. Die Zähne im Unterkiefer entsprechen denen im Oberkiefer, allerdings nur mit einem Prämolaren. Insgesamt verfügen die Tiere damit über ein Gebiss aus 22 Zähnen. Der knöcherne Gaumen endet am Vorderrand der letzten Molaren.
Das Carruthers-Rotschenkelhörnchen ähnelt verschiedenen Rotschenkelhörnchen, Afrikanischen Buschhörnchen und Sonnenhörnchen. Im Bereich der Verbreitung betrifft dies vor allem das Ruwenzori-Sonnenhörnchen (Heliosciurus ruwenzorii) und das Rotfüßige Sonnenhörnchen (Heliosciurus rufobrachium), mit denen es teilweise sympatrisch vorkommt. Beide haben etwa die gleiche Größe. Das Ruwenzori-Sonnenhörnchen hat eine graue Rückenfärbung, die Bauchfärbung ist weiß und der Schwanz grau mit einer weißen Bänderung. Das Rotfüßige Sonnenhörnchen hat auffällig rote oder rotbraune Beine und Füße, der Schwanz ist schwarz und weiß gebändert.

## Verbreitung
Das Carruthers-Rotschenkelhörnchen kommt in den Bergregionen des Westlichen Rifts und im Ruwenzori-Gebirge in Ostafrika vom südwestlichen Uganda und dem östlichen Bereich der Demokratischen Republik Kongo über Ruanda bis in den Norden von Burundi vor.

## Lebensweise
Das Carruthers-Rotschenkelhörnchen lebt vor allem in Bergwäldern und kommt insbesondere in Beständen von Prunus africana und in nördlicheren Bereichen in Wäldern des Kosobaumes (Hagenia abyssinica) vor. Die Tiere bevorzugen dichte Waldbestände mit offenem Laubdach und einem reichen Epiphytenbewuchs und einem dichten Unterwuchs. In der Demokratischen Republik Kongo kommen sie vor allem in Flussnähe vor. In landwirtschaftlichen Flächen können sie sich kaum halten.
Sie sind tagaktiv, wobei sie anders als andere Hörnchen auch am Abend nach der Dämmerung aktiv werden. Sie leben als gute Kletterer im Geäst der Bäume und suchen ihre Nahrung vor allem in den Bäumen und Gebüschen in allen Höhenstufen, sehr selten auch am Boden. Die Tiere ernähren sich wie andere Arten der Gattung vorwiegend herbivor, wobei ein Großteil der Nahrung verschiedene Früchte wie die von Bridelia- und Alchornea-Arten, Carapa grandifolia und Strombosia scheffleri sind. Insekten wurden bislang nur in geringen Mengen als Mageninhalt gefunden. Die Tiere kommen häufig allein oder in Paaren vor. Die Kommunikation erfolgt über verschiedene quakende oder rasselnde Laute, wobei die Bedeutung der Rufe bislang nicht untersucht wurde. Im Vergleich zu den in den gleichen Lebensräumen vorkommenden Sonnenhörnchen sind die Tiere wenig auffällig und durch die Färbung gut getarnt und auch, wenn sie mit den Schwanz wedeln, ist dies kaum sichtbar. Aus diesem Grund geht man davon aus, dass es sich dabei nicht um optische Signale handelt, sondern das Schwanzwedeln vor allem der Verteilung von Duftstoffen dient.
Über die Fortpflanzung der Tiere liegen nur sehr wenige Informationen vor. Bislang konnte nur ein laktierendes Weibchen im Südwesten Ugandas gefangen werden, Dokumentationen über Nester und Würfe liegen nicht vor. Auch über Fressfeinde und Parasiten gibt es für diese Art keine Informationen, als potenzielle Fressfeinde werden Habichtsadler (Hieraaetus) und andere Greifvögel sowie Raubtiere wie Schleichkatzen und die Afrikanische Goldkatze (Caracal aurata) angenommen.

## Systematik
Das Carruthers-Rotschenkelhörnchen wird als eigenständige Art innerhalb der Gattung der Rotschenkelhörnchen (Funisciurus) eingeordnet, die aus zehn Arten besteht. Die wissenschaftliche Erstbeschreibung stammt von dem britischen Zoologen Oldfield Thomas aus dem Jahr 1906, der die Tiere anhand von zwei Individuen, einem Männchen und einem Weibchen, aus dem östlichen Ruwenzori-Gebirge in Uganda beschrieb. Er erhielt die Tiere gemeinsam mit anderen Kleinsäugern von den Teilnehmern der britischen Ruwenzori-Expedition 1905/1906 und benannte diese Art nach Douglas Mitchell Carruthers, der als Naturforscher teilnahm und die Exemplare sammelte. Die taxonomische Zuordnung ist unklar, da es sowohl Merkmale der Rotschenkelhörnchen wie auch der Afrikanischen Buschhörnchen (Paraxerus) aufweist, molekularbiologische Untersuchungen liegen aktuell nicht vor.
Innerhalb der Art werden gemeinsam mit der Nominatform drei bis vier Unterarten unterschieden:
- Funisciurus carruthersi carruthersi: Nominatform, kommt im Ruwenzori-Gebirge im südwestlichen Uganda und der östlichen Demokratischen Republik Kongo vor.
- Funisciurus carruthersi birungensis: Die Unterart kommt in den Bergregionen des Westlichen Rifts (Albert-graben) im Südosten von Uganda, im Osten der Demokratischen Republik Kongo, in Ruanda und im Nordwesten von Burundi vor. Die Körperseiten sind mehr gelblich-grün als die Rückenmitte. Die Ohrspitzen weisen eine grauweiße Behaarung auf und der Schwanz ist weiß, schwarz und ockerfarben gefärbt.
- Funisciurus carruthersi chrysippus: Die Unterart lebt im Nordwesten des Tanganjikasees. Die Bauchfärbung dieser Form besitzt gelbe Einwaschungen, die Gesichtsseiten und die Ohren sind ockerfarben.[2] In Kingdon 2013 wird diese Unterart nicht aufgeführt.[1]
- Funisciurus carruthersi tanganyikae: Die Unterart lebt in den Bergen im Bereich des nördlichen Tanganjikasees. Die Körperfärbung ist dunkler als die der Nominatform und die Beine sind heller ockerfarben, wobei die Füße weniger hell sind.

## Status, Bedrohung und Schutz
Das Carruthers-Rotschenkelhörnchen wird von der International Union for Conservation of Nature and Natural Resources (IUCN) als nicht gefährdet („least concern“) gelistet. Begründet wird dies durch das vergleichsweise große Verbreitungsgebiet und die angenommen großen Bestände der Tiere in ihrem Lebensraum mit Vorkommen in mehreren Schutzgebieten sowie ihre hohe Anpassungsfähigkeit an Lebensraumveränderungen. Als Hauptrisiken für die Bestände werden die umfassende Umwandlung von Primärwälder in landwirtschaftliche Nutzflächen sowie die regionale Entwaldung der Habitate für Feuerholz und die Bejagung für Bushmeat betrachtet. Diese Bedrohungen werden jedoch als primär lokal und nicht als bestandsgefährdend für die Art eingeschätzt.

## Belege
1. 1 2 3 4 5 6 7 8 9 10 11 12 13 14 15  Jonathan Kingdon: Funisciurus carruthersi, Carruther's Rope Squirrel (Carruther's Mountain Squirrel). In: Jonathan Kingdon, David Happold, Michael Hoffmann, Thomas Butynski, Meredith Happold und Jan Kalina (Hrsg.): Mammals of Africa Volume III. Rodents, Hares and Rabbits. Bloomsbury, London 2013, S. 49–50; ISBN 978-1-4081-2253-2.
2. 1 2 3 4  Richard W. Thorington Jr., John L. Koprowski, Michael A. Steele: Squirrels of the World. Johns Hopkins University Press, Baltimore MD 2012; S. 214–215. ISBN 978-1-4214-0469-1
3. ↑  Peter Grubb: Genus Funisciurus, Rope Squirrels. In: Jonathan Kingdon, David Happold, Michael Hoffmann, Thomas Butynski, Meredith Happold und Jan Kalina (Hrsg.): Mammals of Africa Volume III. Rodents, Hares and Rabbits. Bloomsbury, London 2013, S. 46–48; ISBN 978-1-4081-2253-2.
4. 1 2 3  Funisciurus carruthersi in der Roten Liste gefährdeter Arten der IUCN 2016-2. Eingestellt von: J. Kerbis Peterhans, P. Grubb, 2008. Abgerufen am 13. September 2016.
5. ↑  Funisciurus carruthersi. In: Don E. Wilson, DeeAnn M. Reeder (Hrsg.): Mammal Species of the World. A taxonomic and geographic Reference. 2 Bände. 3. Auflage. Johns Hopkins University Press, Baltimore MD 2005, ISBN 0-8018-8221-4.
6. ↑  Oldfield Thomas: Description of new mammals from Mount Ruwenzori. Annals and Magazine of Natural History Series 7, Volume 8, 1906; S. 140. (Digitalisat).